# Попов, Сергей Владимирович (спортсмен)
Сергей Владимирович Попов (род. 17 апреля 1960) — советский и российский баскетболист.
В 1984 году закончил Государственный центральный ордена Ленина институт физической культуры.

## Биография
С 1978 по 1982 гг. играл в баскетбольной команде «Динамо» Москва, дважды в составе динамовцев становился бронзовым призёром чемпионата СССР (1980, 1982).
В 1982 году перешёл в ЦСКА. В составе армейцев четырежды (1983, 1984, 1988, 1990) стал чемпионом, трижды (1985, 1986, 1987) — вице-чемпионом СССР.
Серебряный призёр VIII летней Спартакиады народов СССР (1983).
С 1990 по 1992 годы играл за турецкие клубы «Анкара коллеж» и «ПТТ».
Чемпион Европы среди юниоров (1979).
Серебряный призёр Универсиады 1981 года.
После окончания спортивной карьеры возродил и возглавлял баскетбольный клуб «Спартак (Москва)».
В качестве тренера женской сборной команды Москвы дважды выиграл Спартакиаду молодежи России (2010, 2014).